# Intel 8080

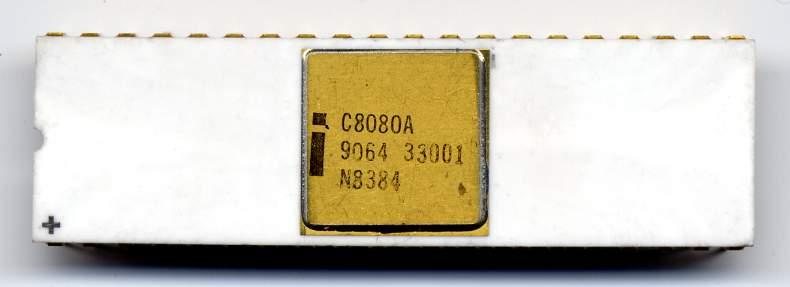
Intel 8080a

Os microprocessadores Intel 8080 e 8080a de 8 bits foram criados pela Intel, sucedendo ao microprocessador 8008.

## Características Técnicas
O 8080 possuía um contador de programa de 16 bits o que resultava em uma capacidade de endereçamento de memória de 64 kbytes mais 512 portas de entrada/saída, tinha 7 registradores de uso geral de 8 bits cada, instruções lógicas e aritméticas com modos de endereçamento direto, indireto e imediato, trabalhando a um clock inicial de 2 MHz. Foi lançado em abril de 1974, contando com 6000 transistores em tecnologia LSI NMOS de 6 microns, sendo disponível em encapsulamento plástico ou cerâmico de 40 pinos (DIP).